# Parti des peuples unis
Le Parti des peuples unis (en anglais, United Peoples Party ; UPP) est un ancien parti politique fidjien.
Depuis l'indépendance des Fidji en 1970, la représentation des citoyens au Parlement s'effectue sur la base de listes électorales ethniques, les électeurs étant catégorisés comme « autochtones », « Indiens », Rotumiens, ou « électeurs généraux ». Cette dernière catégorie comprend notamment les citoyens de descendance blanche ou asiatique (autre qu'indienne). Initialement, une Association des Électeurs généraux se constitue au sein du Parti de l'Alliance (conservateur et multi-ethnique) pour défendre leurs intérêts. À la suite des coups d'État militaires de 1987, l'Alliance se dissout et l'Association se constitue en 1990 en un parti politique distinct, le Parti des électeurs généraux (General Voters' Party), dirigé initialement par David Pickering. En 1998, il devient le Parti général unifié (United General Party), en incorporant un courant minoritaire jusque-là distinct. Il n'obtient aucun siège aux législatives de 1999. Aux législatives de 2001, il obtient un élu, Mick Beddoes. En 2003, il se renomme « Parti des peuples unis », et obtient deux élus aux législatives de 2001 : Mick Beddoes et Bernadette Ganilau, tous deux élus députés de circonscriptions 'ethniques' pour les « électeurs généraux ». L'UPP est alors l'un des trois seuls partis représentés au Parlement, avec le Parti des Fidji unies (SDL) et le Parti travailliste fidjien (FLP). 
Quelques mois plus tard, le Parlement est suspendu à la suite d'un nouveau coup d'État militaire. En janvier 2013, le contre-amiral Voreqe Bainimarama, chef du gouvernement 'de transition', impose de nouvelles règles pour la reconnaissance des partis politiques en vue des élections législatives prévues pour 2014. En particulier, tout parti doit pouvoir justifier d'au moins 5 000 membres. Dénonçant des exigences « ridicules », le Parti des peuples unis annonce sa dissolution. Le dirigeant de l'UPP, Mick Beddoes, affirme toutefois qu'il ne compte pas mettre un terme à sa carrière politique, et invite les membres de l'UPP à rejoindre, selon leurs convictions, l'un des autres grands partis. Lui-même rejoint le parti conservateur Sodelpa.